# Megachile atropyga
Megachile atropyga är en biart som först beskrevs av Van der Zanden 1995.  Megachile atropyga ingår i släktet tapetserarbin, och familjen buksamlarbin. Inga underarter finns listade i Catalogue of Life.